# 比例式
比例式（ひれいしき）とは、比あるいは連比に関する等式のことである。
A に対する B の割合が、X に対する Y の割合に等しいとき、
{\displaystyle A:B=X:Y}
と書く。すなわち、ある比とある比が等しいとき、このように比と比を等号で結んだものを比例式という

## 定義
A : B = X : Y すなわち、二つの比 A : B と X : Y が等しいとは、B に対する A の割合が、Y に対する X の割合に等しいことであると定義すると、これはすなわち
{\displaystyle {A \over B}={X \over Y}}
なる分数の等式が成り立つことである。これは
{\displaystyle A:B=X:Y\iff {B \over A}={Y \over X}}
あるいは
{\displaystyle A:B=X:Y\iff {A \over X}={B \over Y}}
と定義しても同じである。このように定義される比の等式 A : B = X : Y あるいは分数の等式 A / B = X / Y を比例式という。また、連比が等しいとは、
{\displaystyle A_{1}:A_{2}:\cdots :A_{n}=X_{1}:X_{2}:\cdots :X_{n}\iff {A_{1} \over X_{1}}={A_{2} \over X_{2}}=\cdots ={A_{n} \over X_{n}}}
と定義され、比の場合と同様に等式
{\displaystyle A_{1}:A_{2}:\cdots :A_{n}=X_{1}:X_{2}:\cdots :X_{n}}
または
{\displaystyle {A_{1} \over X_{1}}={A_{2} \over X_{2}}=\cdots ={A_{n} \over X_{n}}}
のことを比例式とよぶ。

## 別の表示
比例式
{\displaystyle {A_{1} \over X_{1}}={A_{2} \over X_{2}}=\cdots ={A_{n} \over X_{n}}}
の値を c とすると
{\displaystyle {A_{1} \over X_{1}}=c,\ {A_{2} \over X_{2}}=c,\ldots ,{A_{n} \over X_{n}}=c}
が成り立つから、これを連立一次方程式
{\displaystyle \left\{{\begin{matrix}A_{1}=cX_{1},\\A_{2}=cX_{2},\\\vdots \quad \\A_{n}=cX_{n}.\end{matrix}}\right.}
の形に表示することができる。

## 性質
比例式には、次のような性質がある。
- {\displaystyle A:B=X:Y\iff B:A=Y:X.}

- 外項の積と内項の積が等しい（分数式で考えた場合、たすきに掛けた積が等しい）。
{\displaystyle A:B=X:Y\iff AY=BX.}